# Norimberk
Norimberk (německy Nürnberg) je německé město ve Francích, asi 170 km severně od Mnichova. Patří do administrativní oblasti Středních Frank (Mittelfranken) v Bavorsku. Historicky, kulturně i hospodářsky významné univerzitní město leží na obou březích řeky Pegnitz, na sever od města leží krasová oblast Franské Švýcarsko. Žije zde přibližně 526 tisíc obyvatel. Se sousedními městy Fürth, Erlangen a Schwabach srůstá do sídelní oblasti s více než 1,2 miliony obyvatel.

## Historie

### Počátky města

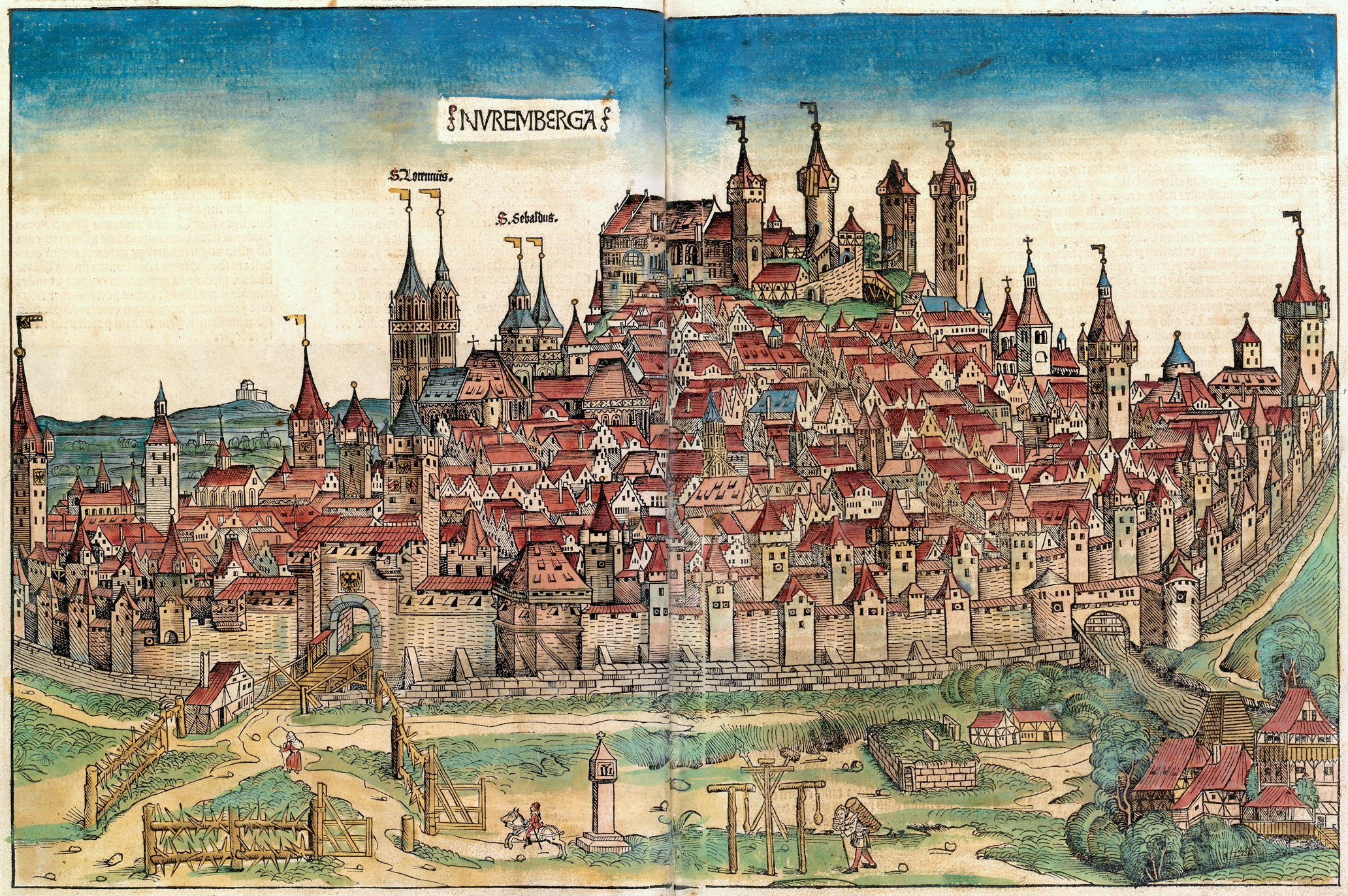
Nejstarší tištěný obraz Norimberka, Schedelova kronika 1493

Přesné okolnosti založení města nejsou známy, ale předpokládá se, že k němu došlo v letech 1000 až 1040 v průběhu opevňování pohraničního území mezi Saskem, Bavorskem, Východními Franky a Čechami v místě průsečíku důležitých strategických cest. Norimberk se brzy spolu s Augsburgem stal jedním ze dvou největších obchodních center na cestě mezi Itálií a severní Evropou. V nedávné době však bylo v jižním okolí hradu objeveno několik osad. Mezi tato centra patří dva pravděpodobně královské dvory v okolí St. Egidien a St. Jakob a také prostor mezi kostelem sv. Sebalda a hradem. Osada však v každém případě měla již od počátku tržní práva. Císařský hrad se poprvé zmiňuje roku 1050 jako nuorenberc v „Listině o Sigenovi“ císaře Jindřicha III. Od roku 1050 do roku 1571 se město díky své výhodné poloze rychle rozrůstalo. Císařský Norimberský hrad (Kaiserburg) se brzy stal neoficiálním hlavním městem říše, protože se zde scházely říšské sněmy a soudy. Roku 1065 vybudoval císař Jindřich IV. z říšského majetku Norimberk a okolí samostatný správní a soudní obvod. Konrád III. nově zřízené purkrabství s vlastním soudem a vládou propůjčil svobodným pánům z Raabs nad Dyjí, na přelomu let 1190/91 titul převzal Jindřich ze Zollernu.
Vydáním „Velké listiny svobod“ (Großer Freiheitsbrief) roku 1219 povýšil císař Fridrich II. Norimberk na svobodné říšské město, dal mu právo razit mince a vybírat clo. Vliv purkrabí se však brzy omezil na purkrabský hrad a úplně skončil, když roku 1427 poslední purkrabí Fridrich VI. prodal hrad radnici města Norimberka, přičemž nositeli titulu „purkrabí norimberský“ byli Hohenzollernové až do roku 1918. Odtud pak přešel na Království bavorské, které vložilo politické záležitosti do rukou městským radním.

### Pozdní středověk a raný novověk

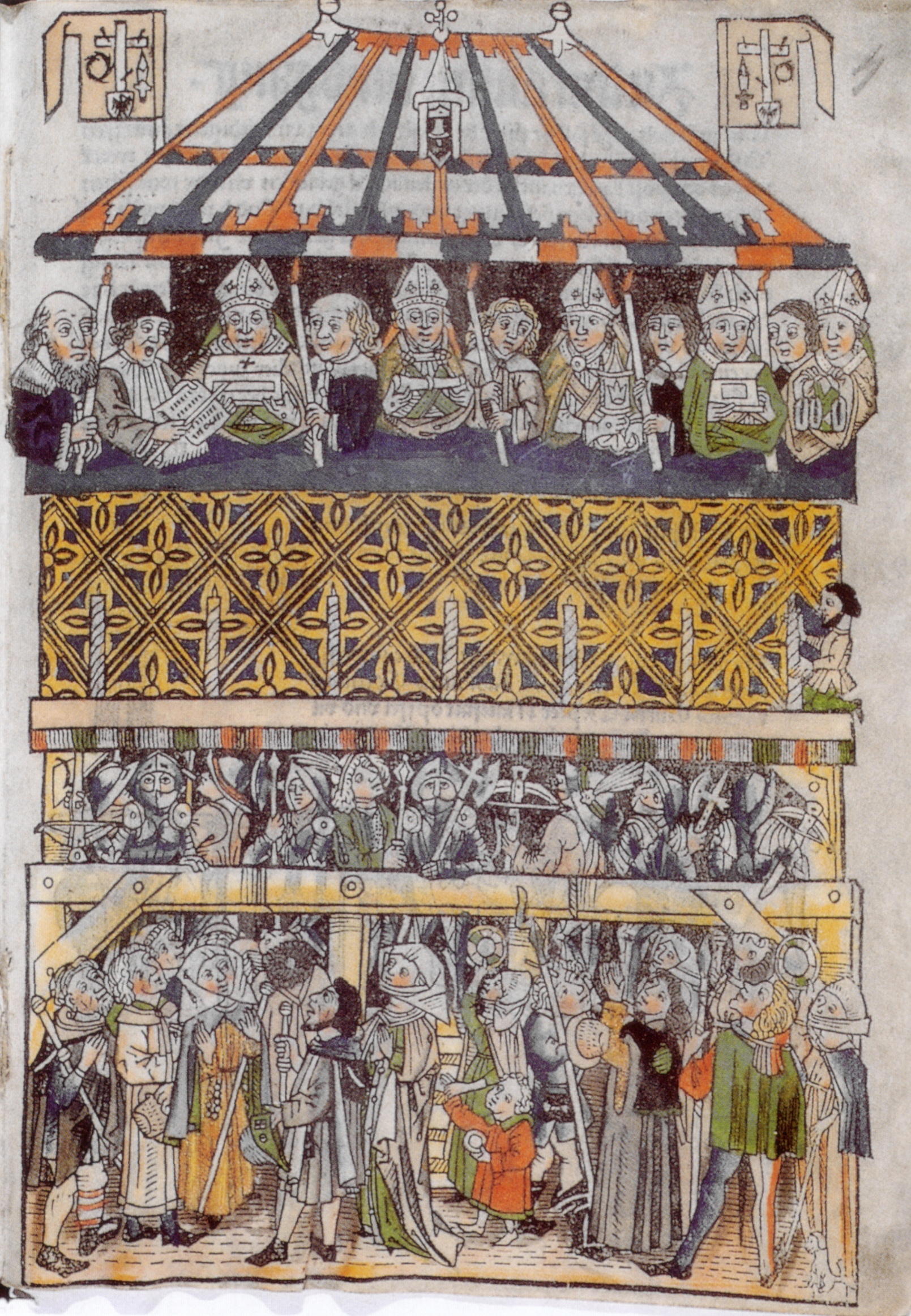
Vystavování říšských klenotů silně podpořilo hospodářský rozkvět města.

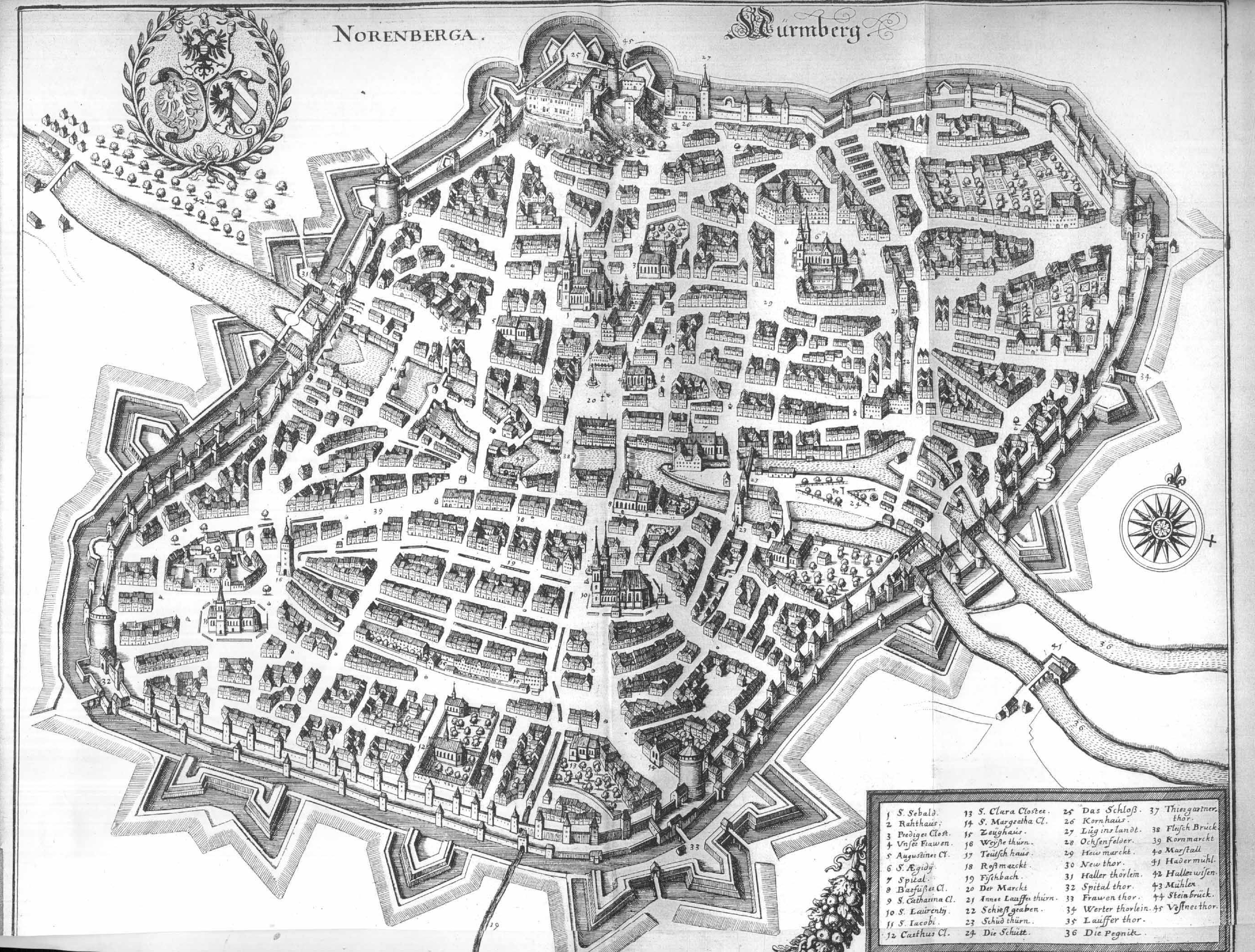
M. Merian: Plán Norimberka (1649)

Řada římskoněmeckých císařů si zvolila Norimberk za svou rezidenci. Významné je období vlády císaře Karla IV., který Norimberk často navštěvoval a také zde nechal postavit některé důležité stavby, například kostel Panny Marie. Karel IV. zde na říšském sněmu roku 1356 uveřejnil prvních 23 článků své Zlaté buly a roku 1361 mu zde porodila jeho žena Anna Svídnická syna, pozdějšího krále Václava IV.
Roku 1423 předal císař Zikmund říšské klenoty městu, kde byly až do počátku 19. století uchovávány a vystavovány. Období mezi roky 1470 a 1530 je považováno za dobu největšího rozkvětu města – i přes stále se opakující spory a konflikty s rytíři jako byl Götz von Berlichingen a Conz Schott ze Schottensteinu. Bohatství města a jeho výhodná poloha jako „tržiště střední Evropy“ umožnilo vznik vynikajících děl umělecké a řemeslné výroby. V té době Norimberk patřil, společně s Kolínem nad Rýnem a Prahou, mezi tři největší města Svaté říše římské.

### Raný novověk
Kulturní rozkvět města v 15. a 16. století vedl k tomu, že se Norimberk stal centrem německé renesance. Na přelomu 15. a 16. století zde působil slavný místní rodák, malíř Albrecht Dürer, kterému je ve městě věnováno muzeum, blízko něj se nachází i slavná socha králíka podle známé Dürerovy kresby.
Za třicetileté války bylo okolí Norimberka dějištěm mnoho let trvající poziční války. Město samotné sice nebylo dobyto, ale zpustošení jeho okolí ho na dlouho hospodářsky oslabilo. Po válce, roku 1649, se v Norimberku konala „mírová hostina“, na níž obě do té doby bojující strany několik dnů oslavovaly mír.
Dne 13. října 1792 byl založen Norimberský umělecký spolek, první umělecký spolek v Německu.

### 19. a počátek 20. století

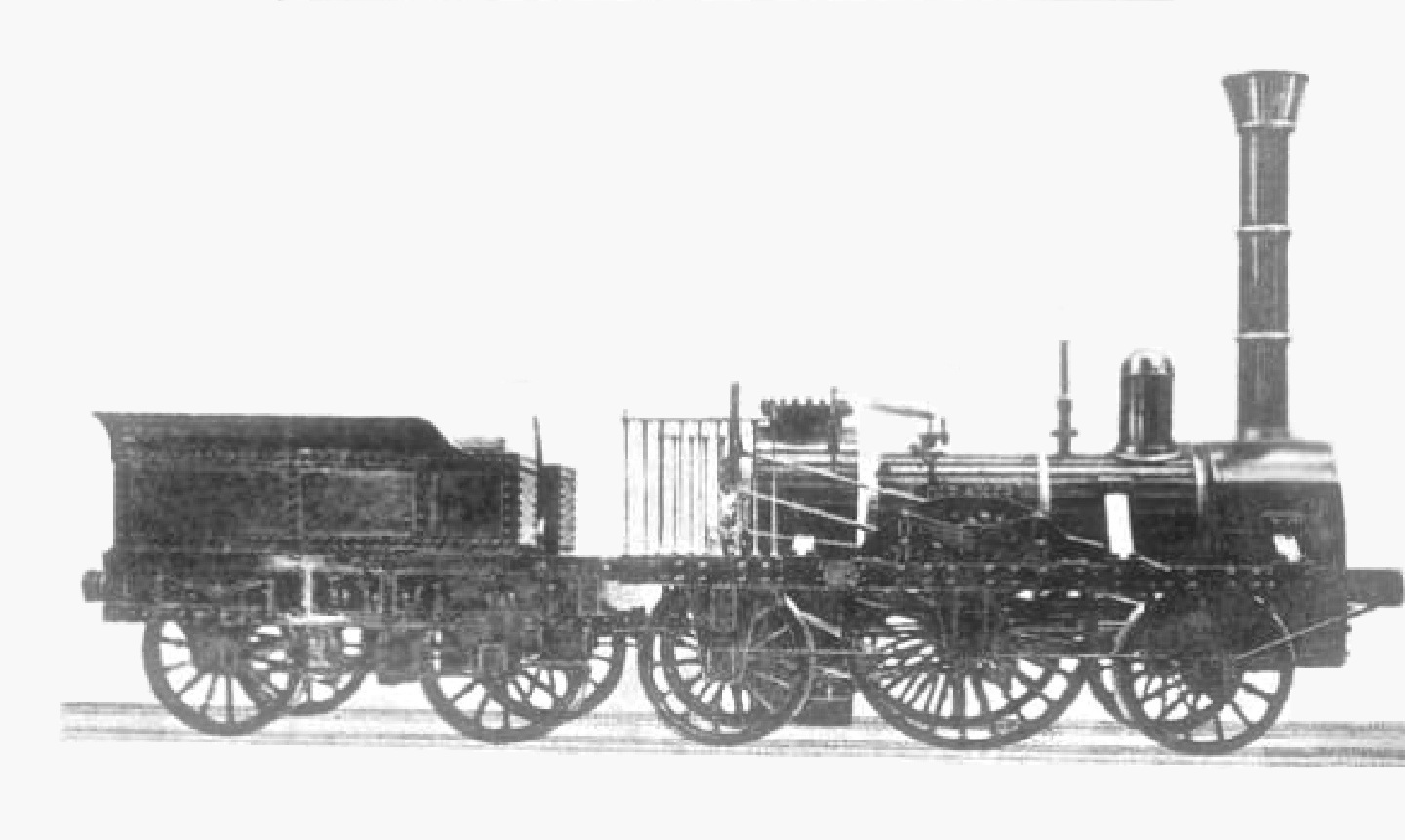
Der Adler (Orel) – první lokomotiva v Německu

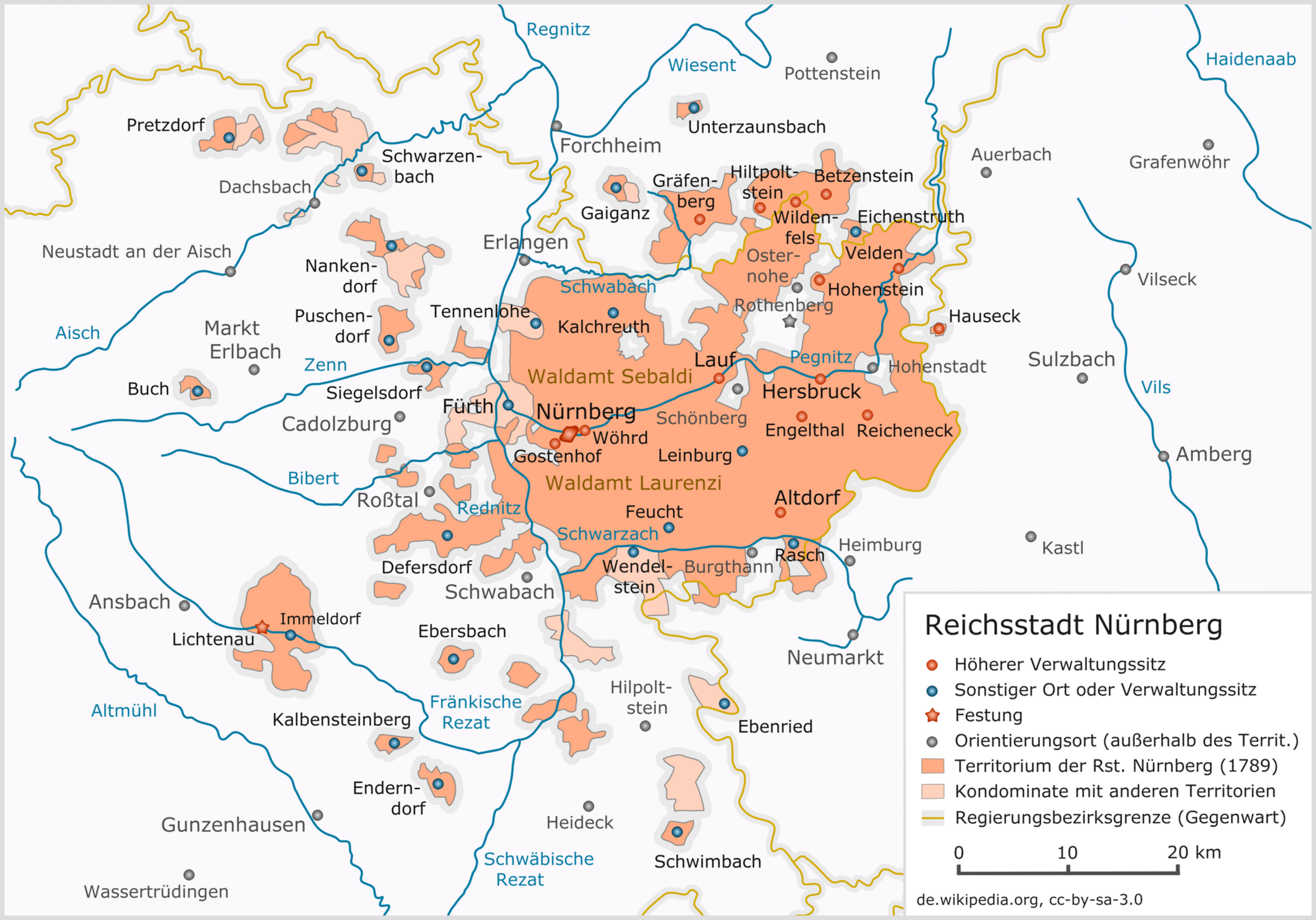
Území říšského města Norimberka

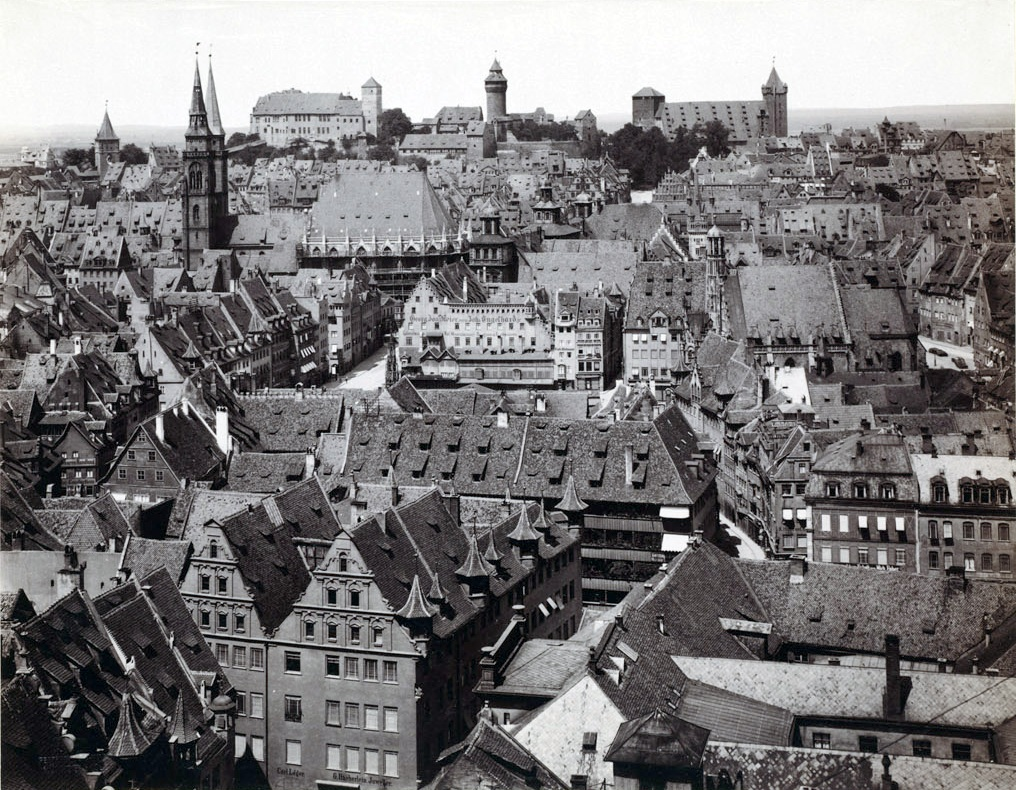
Pohled na staré město na konci 19. stol.

Významné události se odehrály v letech 1796 až 1806. Po nátlaku pruské vlády v sousedním Ansbachu se Norimberk nakonec podřídil Prusku. Úmluva však nebyla naplněna, jelikož Prusko se zaleklo výše norimberských dluhů. Současně se mezi norimberským obyvatelstvem zvedla vlna nevole proti rostoucí korupci měšťanstva. Tyto události otřásly říšskou stavovskou ústavou v samých základech a přivedly město na pokraj povstání.
Podle Usnesení mimořádné říšské deputace z 25. února 1803 zůstal Norimberk nezávislým až do podpisu Listiny Rýnského spolku (Rheinbundakte) na konci existence Svaté římské říše, kdy francouzské oddíly obsadily Norimberk. 15. září 1806 předalo francouzské velení město Bavorskému království, které krátce nato ustanovilo civilní vládu a město administrativně začlenilo do království. Bavorské království převzalo v roce 1806 astronomické dluhy říšského města Norimberka jako součást celobavorského státního dluhu a tak se postaralo o jejich konsolidaci a vyrovnání. Bavorským zákonodárstvím byli katolíci, až dosud ve městě pouze tolerovaní, zrovnoprávněni s protestanty.
V 19. století se Norimberk rozvíjel jako jedno z průmyslových center Bavorska. Právě zde byla roku 1835 zprovozněna první železniční trať pro přepravu osob v Německu, kterou na trase z Norimberka do Fürthu zajišťovala lokomotiva Adler.

### Doba nacismu a druhá světová válka

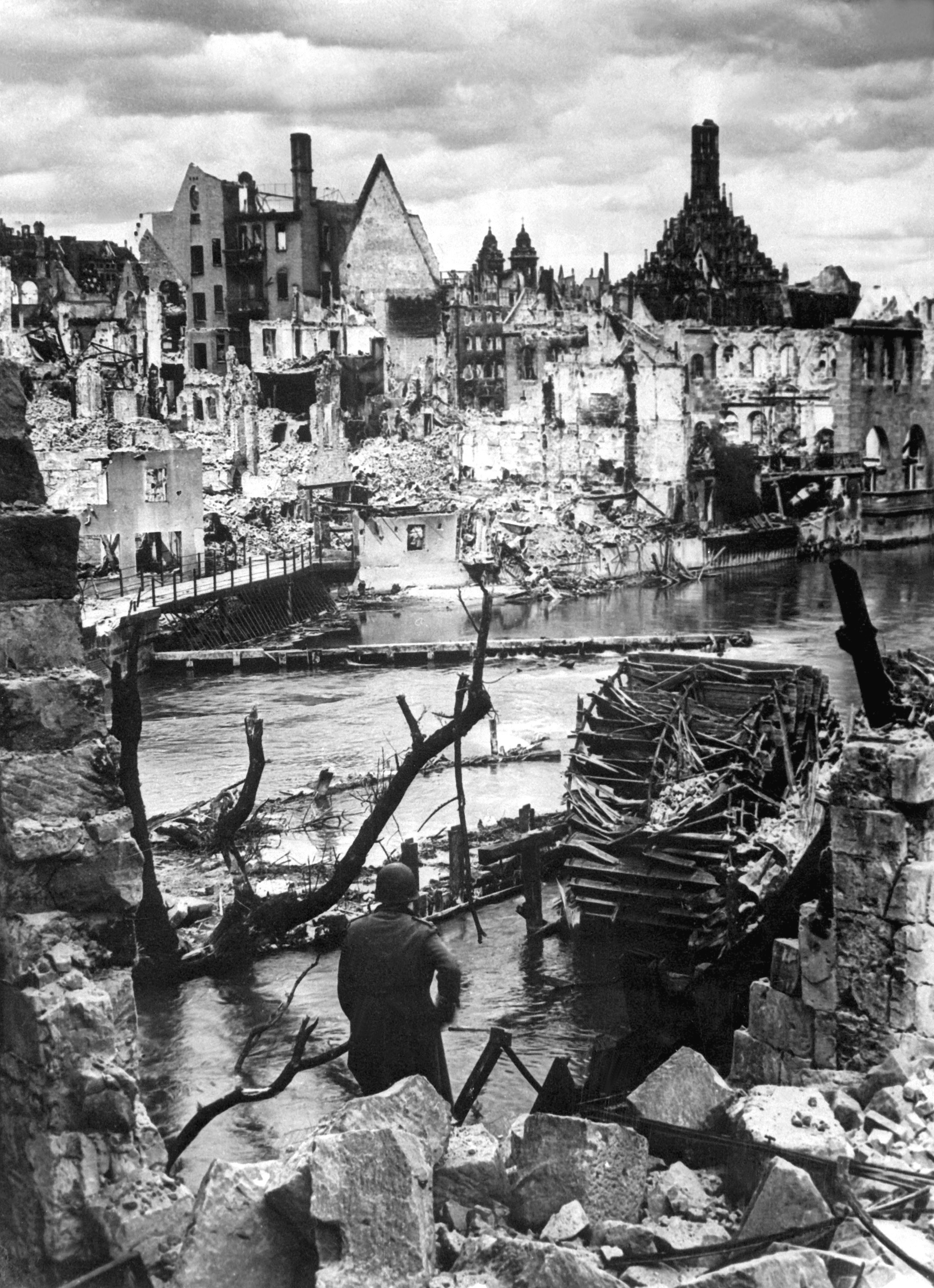
Velké části města byly zničeny při spojeneckých náletech roku 1945

Již ve 20. letech 20. století se v Norimberku konaly první říšské stranické sjezdy nacistů. V samotném Norimberku však NSDAP volby nikdy nevyhrála. Město bylo spravováno převážně liberály z DDP, jako průmyslové město byl Norimberk centrem bavorské sociální demokracie. Za nacismu hrál Norimberk jako „město říšských stranických sjezdů (Stadt der Reichsparteitage)“ důležitou roli v nacistické propagandě. Norimberské zákony, též Norimberské rasové zákony, byly jednohlasně přijaty 15. září 1935 Reichstagem na 7. říšském sjezdu NSDAP („Říšském stranickém sjezdu svobody / Reichsparteitag der Freiheit“) v Norimberku. Tímto aktem dali nacisté své antisemitské ideologii právní formu.
Ve druhé světové válce byl Norimberk jedním z předních cílů spojeneckých leteckých náletů, které 2. ledna 1945 staré město téměř zcela srovnaly se zemí a město jako celek těžce poškodily. Rovněž v pětidenní bitvě o Norimberk v dubnu 1945 byly zničeny základy mnoha historických budov. Krátce zaznívaly i názory, že by bylo lepší ruiny opustit a město vystavět znova na jiném místě, většinu staveb se ale podařilo zrekonstruovat do původní podoby. Po válce zde probíhal Norimberský proces.

### Poválečná doba, rekonstrukce a německý hospodářský zázrak

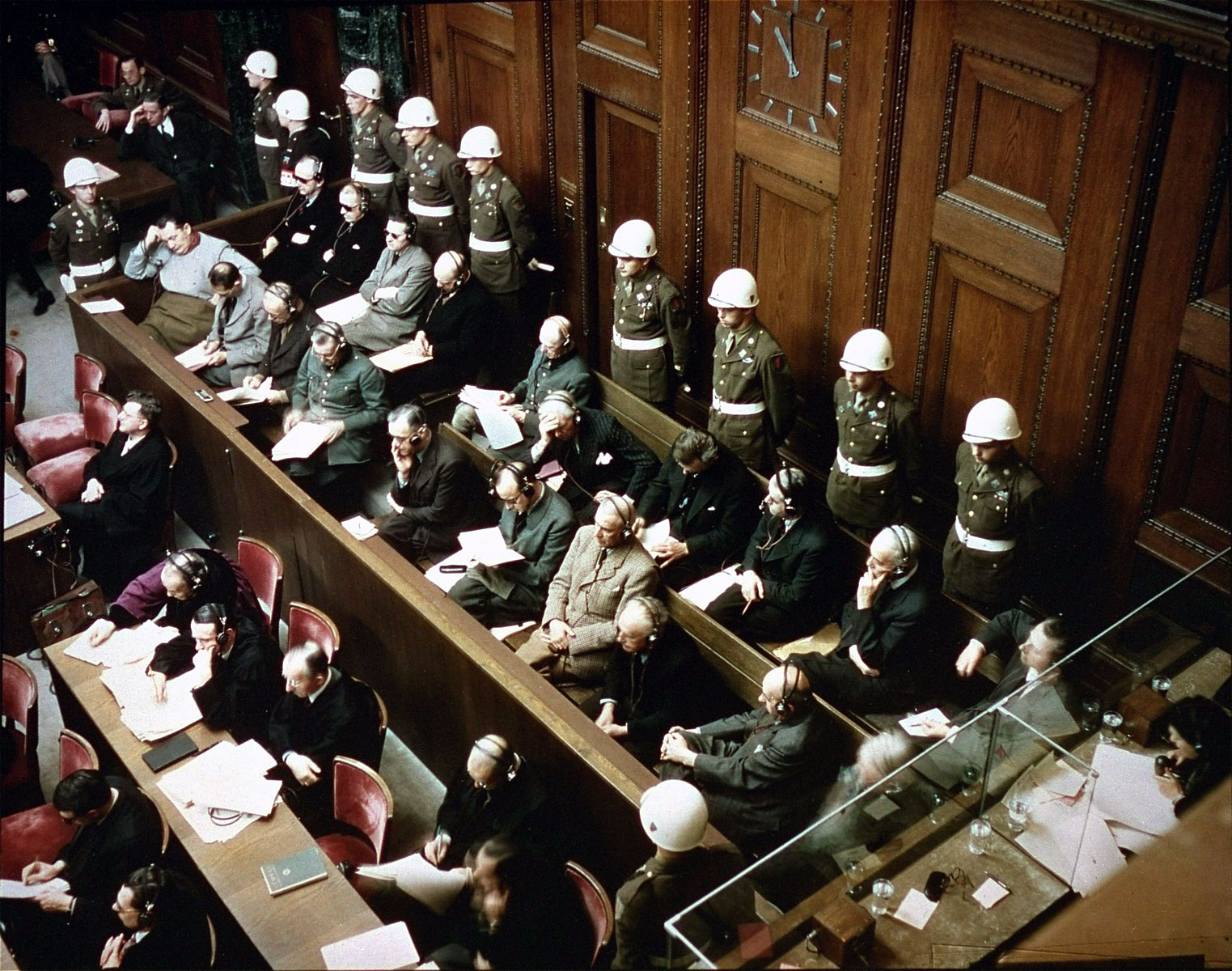
Norimberský proces 1945

Po skončení druhé světové války vedly vítězné mocnosti v Justičním paláci od listopadu 1945 Norimberský proces proti hlavním válečným zločincům nacionálně socialistické diktatury. Obnova pod vedením stavitele Heinze Schmeißnera se snažila zachovat původní rysy a strukturu města, takže středověké a raně novověké části města zachovávají obrysy originální zástavby, i když většina budov pochází až z doby poválečné. Brzy se však projevil také odvěký podnikatelský duch Norimberka a podniky jako Siemens AG, Schöller, MAN, AEG, Grundig nebo Triumph-Adler mají významný podíl na německém hospodářském zázraku. Obzvláštního významu nabyl Norimberk díky každoročnímu veletrhu hraček, který se zde koná od roku 1950 a od roku 1973 v novém veletržním středisku v Langwasseru. Hlavní důraz byl po válce kladen zejména na vybudování páteřní infrastruktury, což mimo jiné přineslo zprovoznění letiště (1955), v roce 1967 počátek výstavby metra a roku 1972 dokončení přístavu na průplavu Rýn–Mohan–Dunaj.

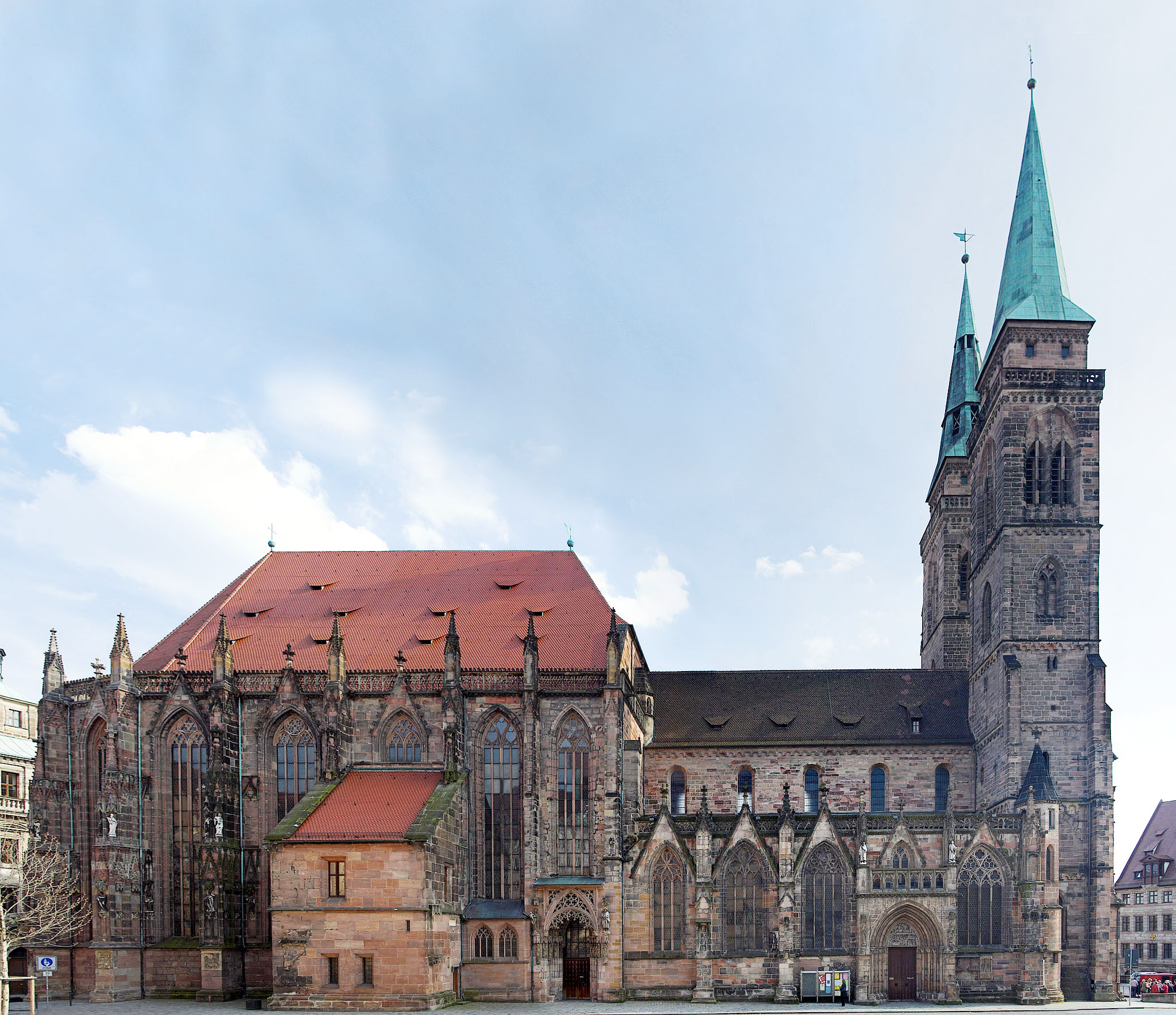
Kostel svatého Sebalda

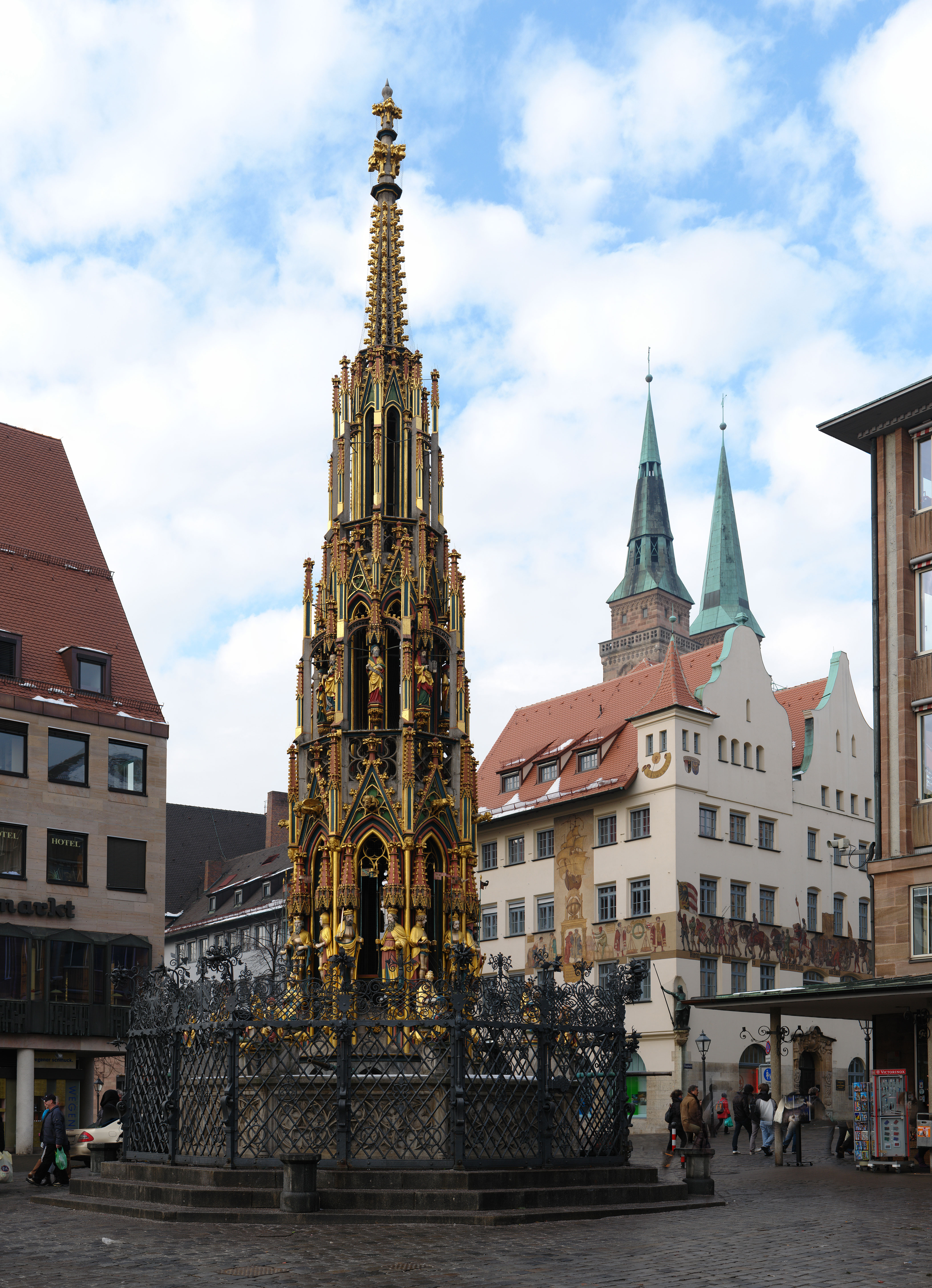
Schöner Brunnen

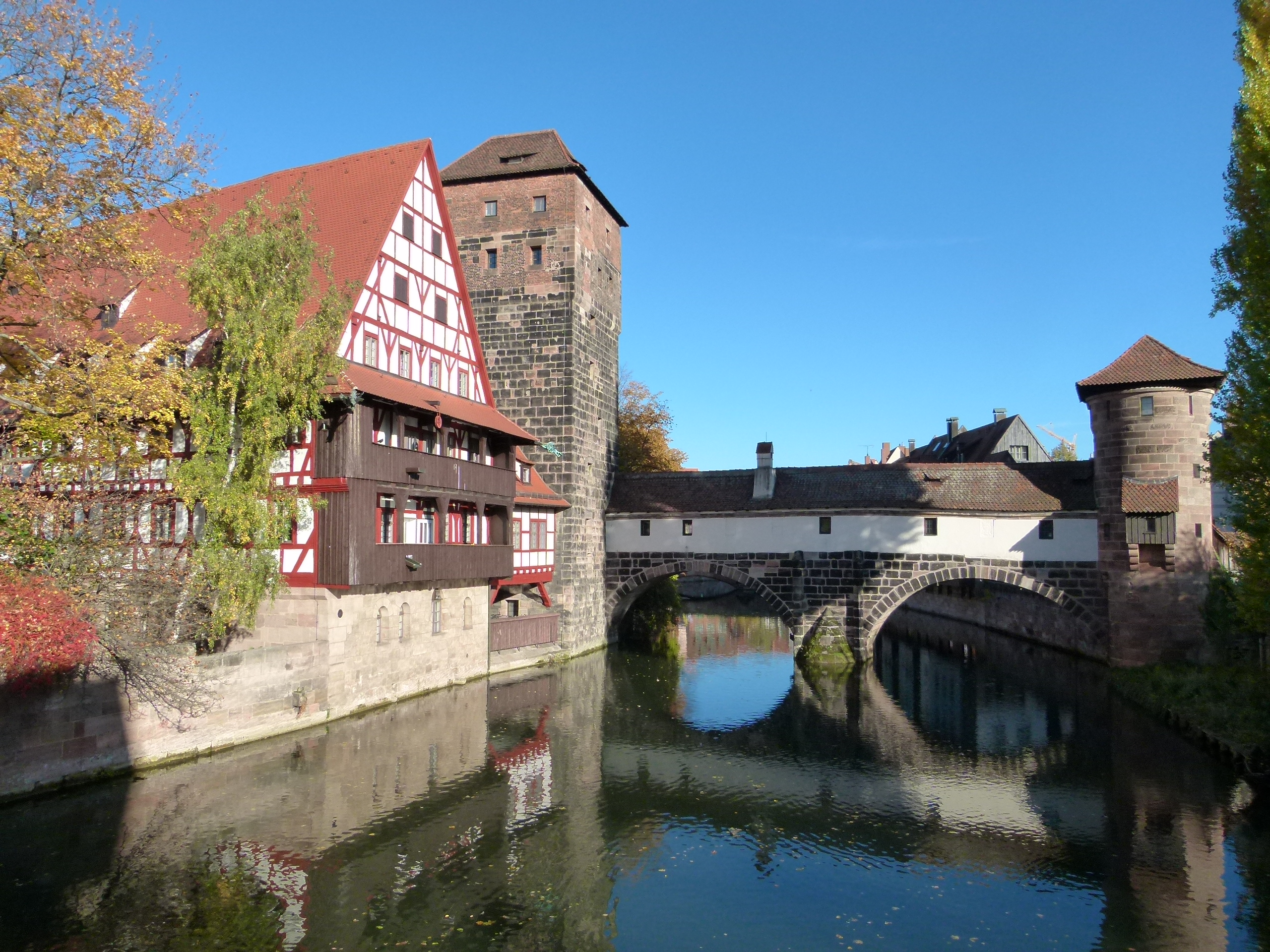
Weinstadel a Henkersteg na řece Pegnitz

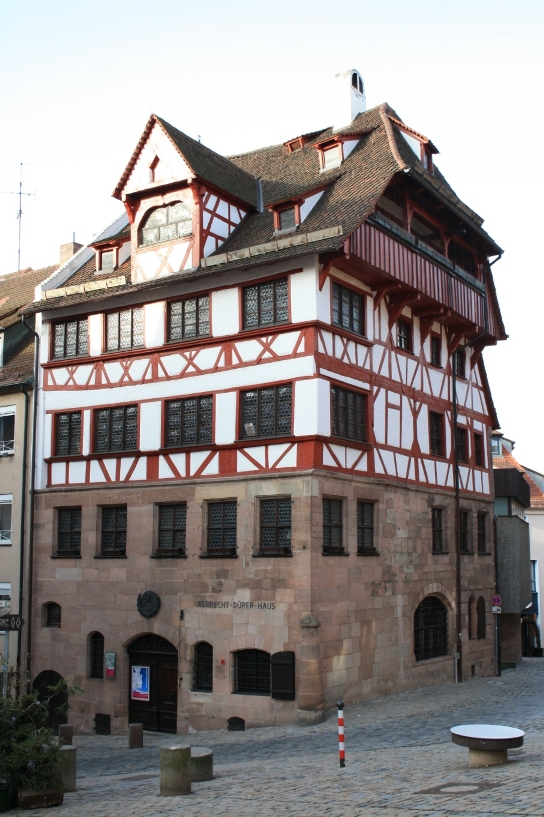
Dürerův dům

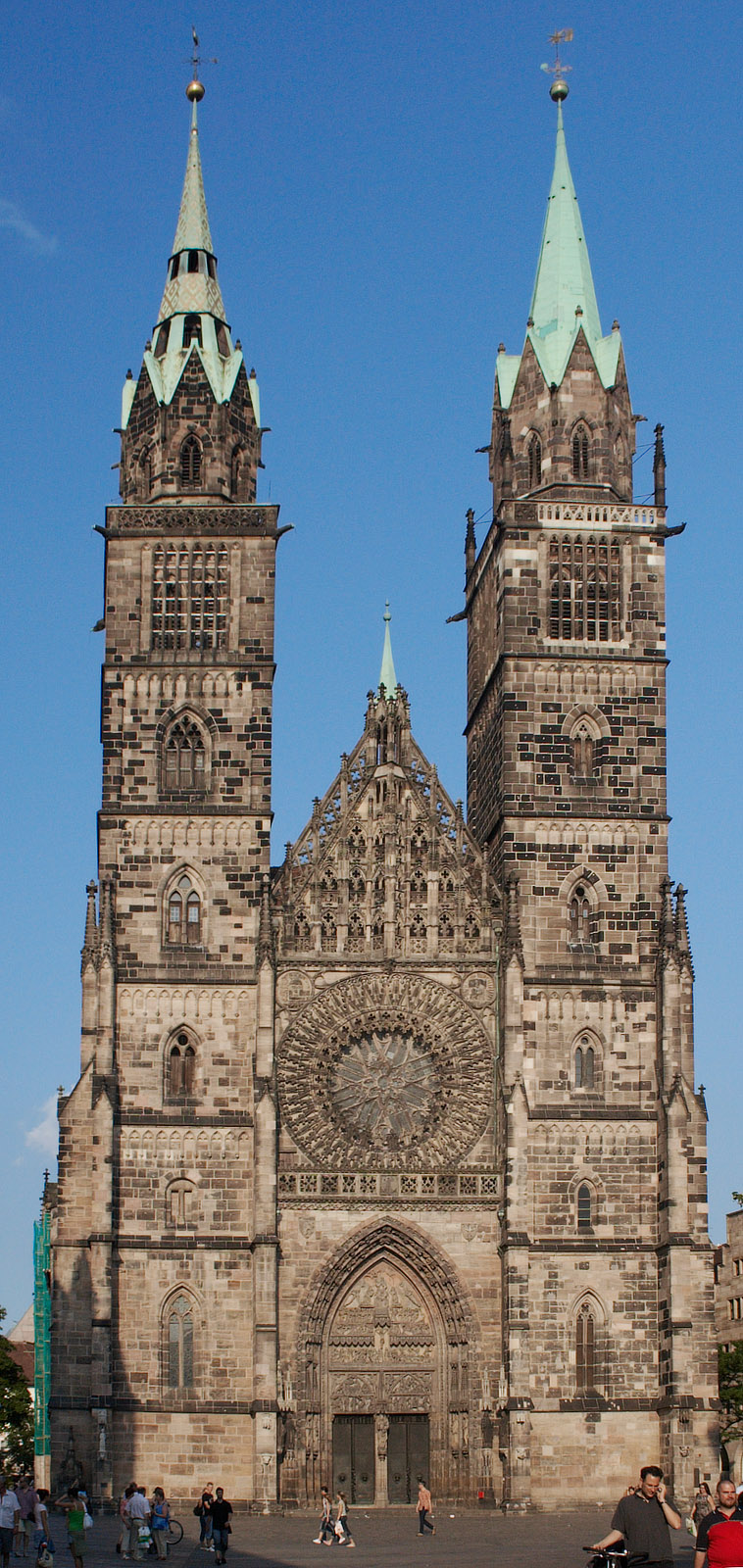
Kostel svatého Vavřince (St. Lorenz)

## Doprava
Letiště Norimberk (kód NUE) leží asi 5 km severně od města a má přímá spojení do asi 50 destinací v Německu a v Evropě. Odbaví ročně asi 3,3 milionu cestujících. Na průplavu Dunaj–Mohan–Rýn stojí moderní nákladní přístav.

### Železnice
Hlavní nádraží na jihovýchodním okraji historického města je významný železniční uzel, který denně využívá asi 180 tisíc osob a kde zastavuje asi 450 vlaků dálkové i příměstské dopravy. Od roku 2006 je spojeno s Mnichovem vysokorychlostní tratí, která cestu urychlila na něco málo přes hodinu. V blízkosti nádraží se nachází významné železniční muzeum německých drah. Denně sem jezdí 5 vlaků z Chebu do Norimberka a zpět.

### Městská doprava
Síť metra, budovaná od roku 1972, má tři linky se 46 stanicemi o celkové délce 35 km. Linky U2 a U3 jsou od roku 2008 plně automatizované. Tramvajová sít, která zahájila provoz roku 1881, měla v roce 2008 šest linek v celkové délce 36 km a přepravila téměř 40 milionů cestujících. Příměstská doprava má čtyři linky – S1 až S4.

### Silniční doprava
Kolem Norimberka prochází několik dálnic: A3 (Frankfurt–Vídeň) severovýchodně od města, A6 (Saarbrücken–Praha) jižně a A9 (Mnichov–Berlín) východně od města. Dálnice A73 spojuje Norimberk s Fürthem a Bamberkem.

## Pamětihodnosti
Historické město má na severu císařský hrad, jižněji mezi ním a řekou je čtvrť St. Sebald a mezi řekou a nádražím čtvrť St. Lorenz. Celé město bylo zničeno nálety v roce 1945. Při obnově byla zachována historická síť ulic a velmi pečlivě obnoveny hlavní památky, původní hrázděné a historické domy však byly nahrazeny moderními stavbami.
- Norimberský hrad je středověká falc s románskou patrovou kaplí, podobnou kapli svatého Erharta a Uršuly na chebském hradě. Tvoří severní hranici historického města, na něž je odtud řada výhledů. Zachovala se i velká část městských hradeb s příkopem, věžemi a branami, které se odtud táhnou až k nádraží.
- Dürerův dům (Dürer-Haus), hrázděný dům z roku 1420 v jedné z méně poškozených částí města, pod západním koncem hradu, obsahuje Dürerovo muzeum.
- Luterský kostel svatého Sebalda je trojlodní raně gotickou bazilikou s halovým vysokým chórem a dvěma věžemi leží severně od hlavního náměstí. Z vnitřního zařízení se zachovalo mnoho soch a barevná okna z 15.–16. století.
- Stará radnice je pozdně renesanční stavba východně od kostela s gotickým křídlem z roku 1340.
- Katolický kostel Panny Marie stojí na hlavním náměstí, postavený z podnětu Karla IV. v parléřovském stylu roku 1362, trojlodní hala s pozdně gotickou fasádou z roku 1506.
- Schöner Brunnen („krásná kašna“) je 19 m vysoká gotická kašna z roku 1396 s bohatou figurální výzdobou (Heinrich Beheim), která symbolizuje výstavbu říše.
- Kašna manželství se nachází před Weisser Turm a ztělesňuje báseň od Hanse Sachse.
- Špitál svatého Ducha z roku 1339 je malebná budova nad řekou Pegnitz, blízko mostu Museumsbrücke. Zde se uchovávaly říšské klenoty a budova dnes slouží jako domov důchodců.
- Henkersteg („katova lávka“) a ostrov, malebné zákoutí u Maxbrücke.
- Kostel svatého Vavřince (St. Lorenz), luteránská gotická trojlodní bazilika z poloviny 13. století s vysokým halovým chórem z roku 1477 a dvěma věžemi v průčelí stojí v jižní části starého města.
- Renesanční zámeček Tucherschloss (Hirschelgasse 9/11) patřil bohaté městské rodině Tucherů a je dnes muzeum dobového zařízení a klenotů.
- Germanisches Nationalmuseum (Germánské národní muzeum) je blok budov blízko nádraží, největší muzeum německé kultury, dějin a umění.
- Areál sjezdů NSDAP jihovýchodně od města je dnes dokumentační středisko nacismu.
- Zoologická zahrada o rozloze přes 60 ha.

## Místní zvláštnosti
- Norimberské párečky (Nürnberger), krátké párečky servírované v housce na způsob hamburgeru, tzv. Drei im Weggla
- Norimberský trychtýř, středověký mučicí nástroj nebo také fantaskní přístroj, kterým lze nalít znalosti do hlavy
- Norimberské perníčky
- Norimberský veletrh hraček
- Norimberský Christkindlesmarkt, největší vánoční trh ve střední Evropě

## Sport
Ve městě sídlí fotbalový klub 1. FC Norimberk a hokejový klub Norimberk Ice Tigers.

## Slavní rodáci
- Václav IV. (1361–1419), český a římský král[3]
- Zikmund Lucemburský (1368–1437), český a uherský král, římsko-německý král a císař Svaté říše římské[4]
- Martin Behaim (1459–1507), německý mořeplavec, navigátor a kartograf[5]
- Albrecht Dürer (1471–1528), německý malíř, rytec a iluminátor[6]
- Hans Sachs (1494–1576), německý meistersinger, básník, obuvník a dramatik[7]
- Sebald Beham (1500–1550), německý malíř a rytec[8]
- Ernst Stromer (1871–1952), německý paleontolog[9]
- Hermann Zapf (1918–2015), německý typograf, kaligraf a knihař[10]
- Hanns Zischler (* 1947), německý herec[11]
- Kurt Albert (1954–2010), německý horolezec[12]
- Ozan Güven (* 1975), turecký herec[13]
- Tom Beck (* 1978), německý herec a zpěvák[14]
- Nicole Vaidišová (* 1989), bývalá česká profesionální tenistka[15]

## Partnerská města

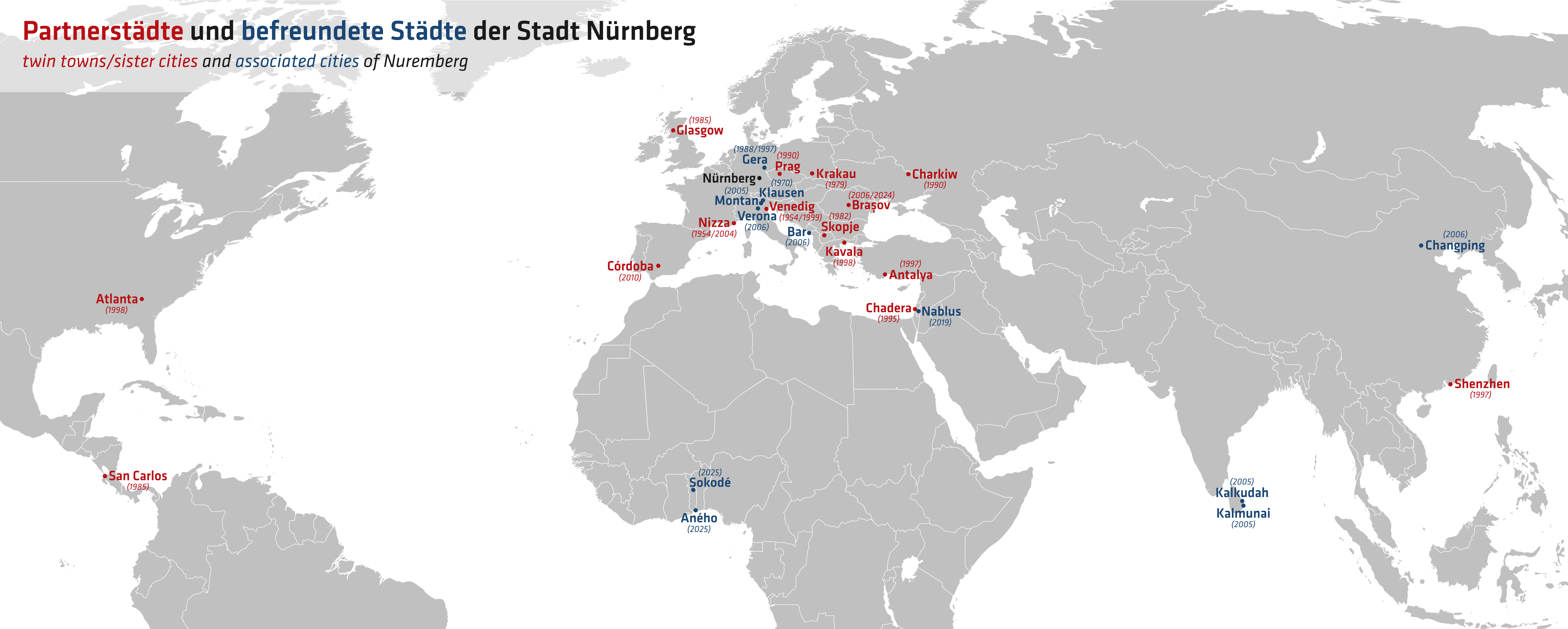
Partnerská města

| - Antalya, Turecko, 1997 - Atlanta, USA, 1998 - Benátky, Itálie, 1999 - Córdoba, Španělsko, 2010 - Gera, Německo, 1988 - Glasgow, Spojené království, 1985 - Hadera, Izrael, 1995 - Charkov, Ukrajina, 1990 | - Kavala, Řecko, 1998 - Krakov, Polsko, 1979 - Nice, Francie, 1954 - Praha, Česko, 1990 - San Carlos, Nikaragua, 1985 - Skopje, Severní Makedonie, 1982 - Šen-čen, Čína, 1997 |